# Олександр Даль
Олекса́ндр Даль (нім. Alexander Dahl, 29 листопада 1892 — 15 грудня 1978) — німецький промисловець, письменник і аеронавт. Відомий своїми новаторськими польотами на повітряній кулі, за своє життя здійснив 107 різних підйомів, включаючи підйом на велику висоту в 1933 році. 

## Біографія
Народився 29 листопада 1892 року в Бармені, нині це частина Вупперталя. Під час Першої світової війни Даль був лейтенантом запасу, пройшов підготовку спостерігача та офіцера повітряної кулі та пришвартованого аеростату. По закінченні війни став управителем шкіряної фабрики свого батька, яку згодом очолив 1934 року. Однак його головним інтересом залишалася авіація, крім того мав інтерес до радіотехнологій та повітряних куль. 
У 1941–1945 роках брав участь у Другій світовій війні, знову в запасі, цього разу як майор Люфтваффе. Він перебував у Дрездені у складі авіаційної розвідувальної групи Luftgau IV, де зробив свій внесок у розробку багатьох радіотехнологій. 
Після війни продовжував працювати на фабриці до її закриття в 1958 році. З цього моменту до виходу на пенсію в 1965 році він був консультантом Німецького товариства позиціонування та навігації. Помер у Вупперталі 15 грудня 1978 року.

## Знімок кривизни горизонту Землі

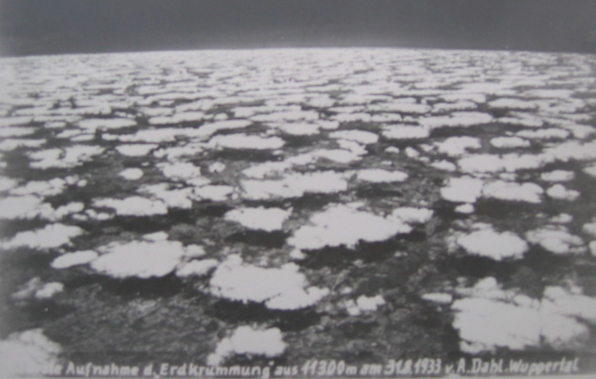
Знімок, що показує кривизну горизонту Землі, зроблений Далем у 1933 році. Проте, ймовірно, він здебільшого показує бочкоподібне спотворення лінзи.

Перше фотозображення, яке показує кривизну горизонту Землі, було зроблено Олександром Далем  31 серпня 1933 року з високопродуктивної (9 800 кубічних метрів) повітряної кулі з воднем Bartsch von Sigsfeld на висоті 11300 метрів. Офіційною метою польоту було не набрати максимальну висоту, а скоріше виміряти вплив сонячної радіації в межах тропопаузи. Однак у рамках польоту екіпаж також встановив перший рекорд висоти для польоту без сторонньої допомоги на відкритій повітряній кулі.

## Твори
- Alexander Dahl. Bumerang, Ein Beitrag zum Hochfrequenzkrieg, Wehrwissenschaftliche Berichte, Volume 13, J. F. Lehmanns Verlag, 1973 ISBN3-469-00465-X. (нім.)
- Mj. d. R. Dahl. Deutsche Gegenmaßnahmen gegen fdl. Funk-Navigation 1942–45, AFO Sonderbücherei, Nr. 1029, 1960. (нім.)
- Alexander Dahl. Im offenen Freiballonkorb in die Stratosphäre, Starten und Fliegen, Volume 5, Dt. Verlags-Anstalt Stuttgart. (нім.)
- Alexander Dahl. Radartechnik seit mehr als 60 Jahren, Verlag DGON, Heft II/1964. (нім.)